# Lapin Agile

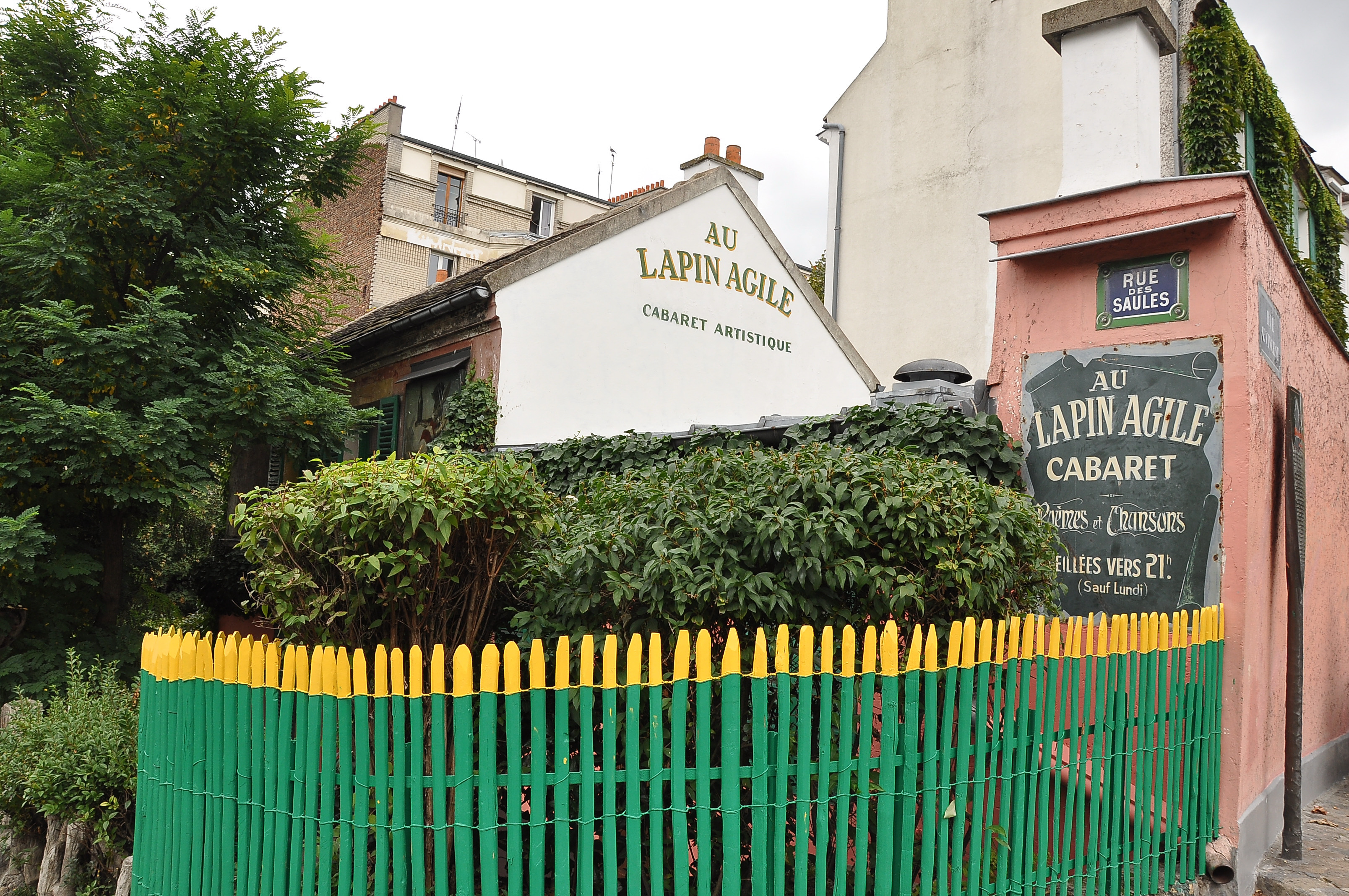
Quán Lapin Agile, 2010

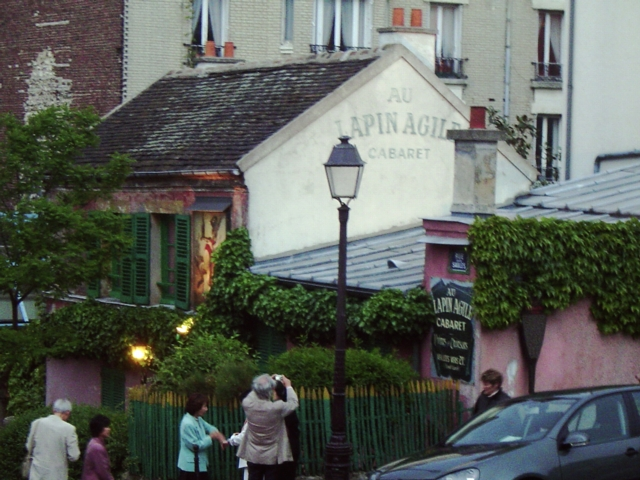
Quán Lapin Agile, 2006

Lapin Agile là một quán cabaret nằm trên đồi Montmartre, thuộc Quận 18, thành phố Paris. Tòa nhà của Lapin Agile được xây dựng lần đầu vào năm 1795. Đến khoảng năm 1860, nơi đây trở thành một quán trọ với cái tên Au Rendez-vous des voleurs, không lâu sau đó đổi thành Lapin Agile. Cuối thế kỷ 19, Adèle Decerf, một cựu vũ công cancan, mua lại quán trọ và đổi thành nhà hàng mang tên À ma campagne, từ đó bắt đầu thu hút giới nghệ sĩ.
Năm 1913, Lapin Agile được nhạc sĩ ứng tác Aristide Bruant mua lại và tiếp tục là nơi tụ họp, thu hút những tên tuổi lớn của nghệ thuật đầu thế kỷ 20, như Max Jacob, Pablo Picasso, Apollinaire... Picasso đã từng vẽ một bức họa nổi tiếng mang tên Au Lapin Agile, nằm trong danh sách những họa phẩm đắt nhất thế giới. Trong vở kịch Picasso at the Lapin Agile (Picasso tại Lapin Agile) năm 1993, nhà viết kịch người Mỹ Steve Martin còn tưởng tượng một cuộc gặp gỡ giữa Picasso và Albert Einstein. Một số ngôi sao điện ảnh như Vivien Leigh hay Charlie Chaplin cũng tới Lapin Agile khi họ đến Paris.
Quán Lapin Agile ngày nay vẫn còn hoạt động, nằm ở số 22 phố Saules.
| Métro Paris | Bến tàu điện ngầm: Lamarck - Caulaincourt |

## Thời kỳ ban đầu

### Đồi Montmartre

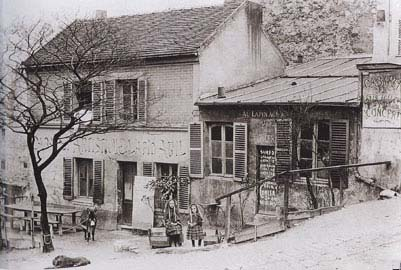
Lapin Agile cuối thế kỷ 19

Cuối thế kỷ 18, bức tường Thuế quan được xây dựng dưới khu vực chân đồi Montmartre để kiểm soát hàng hóa vào thành phố, chủ yếu là rượu. Đến khoảng thập niên 1880, với những quán cabaret như Le Chat noir, Moulin Rouge, đây trở thành nơi trú ngụ của một nhóm dân cư đa dạng và khá lộn xộn, bao gồm cả gái điếm, ma cô. Ngược lại, phía trên đỉnh đồi, tới tận năm 1914 vẫn còn là một ngôi làng với những cối xay gió, giá thuê nhà rẻ đã khiến nhiều nghệ sĩ tìm tới, đặc biệt khoảng từ sau 1890. Roland Dorgelès đã mô tả trong cuốn tiểu thuyết Le Château des brouillards (1932):
“ Chỗ chúng tôi, mọi người sẽ tin rằng đó là nông thôn. Không ô tô bus, không những tòa nhà lớn, không vỉa hè ngổn ngang. Mỗi ngã đường có một đài phun nước, những ngôi nhà nằm ở cuối vườn... Cũng không có cả cửa hàng: người ta sẽ làm thế nào trong một ngôi làng? Chỉ có vài hàng quán bán đồ ăn: một tiệm bánh mỳ và một cửa hàng hoa quả. Khi cần mua những đồ thiết yếu khác, chúng tôi đi xuống phố Lepic, nơi những người bán hàng đẩy những chiếc xe nhỏ, và chúng tôi trở về từ chợ với những túi lưới đầy. ”
Trong ngôi làng này, những cư dân cũng thuộc nhiều tầng lớp xã hội và cư ngụ ở những khu vực riêng. Những tư sản nhỏ sống tại phố Lamarck, những người về hưu ở phố Bonne, "những tay ma ô trẻ trú trong những quán bar ở phố Abbesses"... "Chỉ có những nghệ sĩ là có mặt khắp mọi nơi, ăn sô cô la với những người hành hương, uống rượu cùng những kẻ lưu manh, ngồi ăn trong những quán rượu..."

### TừCabaret des AssassinstớiLapin Agile

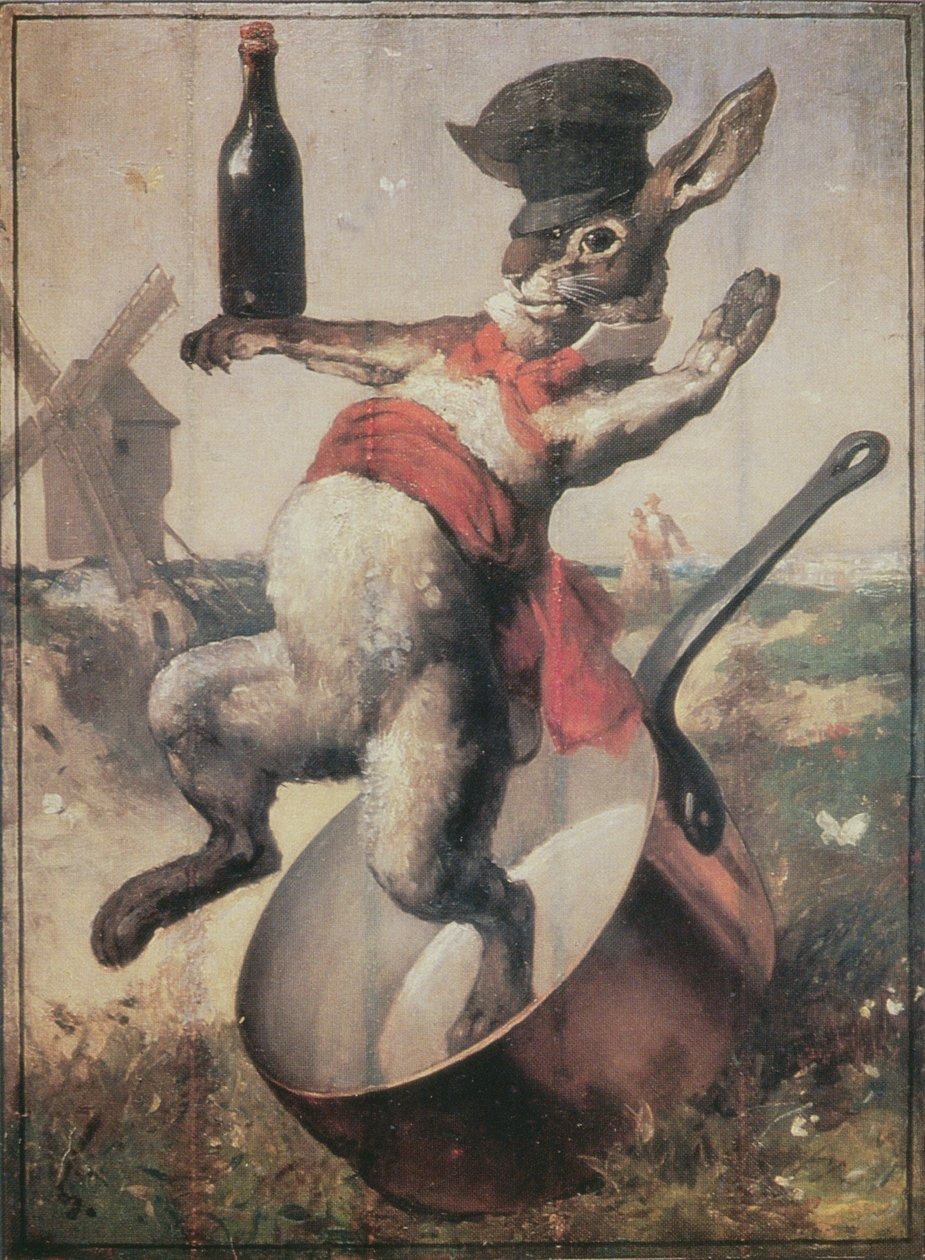
Bức họa con thỏ của André Gill

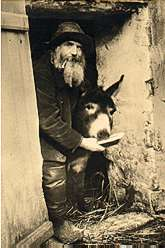
Frédéric Gérard và con lừa Lolo trước quán

Tòa nhà của Lapin Agile được xây dựng vào năm 1795 phía trên đồi Montmartre. Tới khoảng 1860, nơi đây trở thành một quán trọ mang tên Au Rendez-vous des voleurs, tức Nơi gặp gỡ của những tên trộm. Từ 1869, do những bức tranh miêu tả các cảnh ám sát nổi tiếng treo trên tường, Nơi gặp gỡ của những tên trộm được đổi thành Cabaret của những kẻ sát nhân (Cabaret des Assassins).
Trong khoảng thời gian 1879 tới 1880, người chủ quán thời kỳ này nhờ họa sĩ biếm họa André Gill, một khách hàng quen thuộc, trang trí lại biển hiệu. André Gill vẽ một con thỏ mặc áo redingote xanh và đeo chiếc khăn quàng màu đỏ đang nhảy ra khỏi nồi. Từ đó quán bắt đầu được biết đến tới cái tên Lapin à Gill, tức Con thỏ của Gill, rồi sau đó thành Lapin Agile.
Năm 1886, Adèle Decerf, một cựu vũ công cancan, mua lại Lapin Agile, đổi thành một nhà hàng, quán cà phê âm nhạc mang tên À ma campagne, tức Nơi đồng quê của tôi. À ma campagne bắt đầu lôi kéo các khánh hàng nổi tiếng như Charles Cros, Alphonse Allais, Jehan Rictus. Nhạc sĩ ứng tác Aristide Bruant cũng đến cùng những nghệ sĩ khác như Toulouse-Lautrec và Courteline. Các buổi hòa nhạc diễn ra vào tối thứ bảy và sáng chủ nhật "dưới sự giám sát của một viên cảnh". Đầu thế kỷ 20, Adèle Decerf bán lại À ma campagne cho Berthe Sébource, người tới đây cùng con gái là Marguerite Luc, vợ tương lai của Pierre Mac Orlan. Nhờ Frédéric Gérard, người thường lui tới quán từ năm 1903, nơi đây trở thành địa điểm của những nghệ sĩ Montmartre.

## Lapin Agile thời kỳ Frédéric Gérard

### "Lão Frédé"
Frédéric Gérard, mamg biệt danh "Lão Frédé", từng sống một thời gian dài trên lề đường của Montmartre, cùng với con lừa Lolo, hành nghề bán hoa quả. Sau đó, Frédéric Gérard trở thành chủ quán cabaret Le Zut và "kết thúc sự nghiệp ngắn ngủi bằng một cuộc ẩu đả đáng nhớ kéo dài suốt một đêm". Khi tới Lapin Agile, Gérard mang theo một con khỉ, một con chó, một con quạ, vài con chuột bạch và con lừa Lolo, bán cá trên các con phố của Montmartre để kiếm sống.
Mang "dáng vẻ của Robinson Crusoe, của kẻ đánh bẫy thú vùng Alaska và của tên phỉ vùng Calabria", Frédéric Gérard chơi violoncelle hoặc ghi-ta, hát những bài ca lãng mạn hay hiện thực. Nhưng trên hết, "Lão Frédé" không bao giờ do dự khi đem những bữa ăn và cá cho những nghệ sĩ đang cháy túi để đổi lại một bài hát, một bức tranh hay một bài thơ. Khi tòa nhà Lapin Agile đứng trước nguy cơ phải phá bỏ vào năm 1913, Aristide Bruant, một khách quen của quán, đã mua lại và dành cho Frédéric Gérard quyền quản lý.

### Trung tâm của giới nghệ sĩ và du đãng
Nhờ "lão Frédé", Lapin Agile nhanh chóng trở thành điểm gặp gỡ yêu thích của giới nghệ sĩ. Các khách hàng Pierre Mac Orlan, Roland Dorgelès cũng đôi khi hát ở quán. Max Jacob, André Salmon, Paul Fort, Gaston Couté... ngủ ngay dưới bàn khi say rượu. Apollinaire đọc những bài thơ Alcools. Picasso vẽ một bức chân dung cho Marguerite Luc, Femme à la corneille vào năm 1904. Một tác phẩm khác của Picasso, bức Au Lapin Agile (Ở Lapin Agile), ngày nay trở thành một trong những họa phẩm đắt giá nhất thế giới. Nhiều nghệ sĩ tên tuổi khác của thời kỳ này như nhà văn Francis Carco, diễn viên Charles Dullin cũng trở thành khách quen của quán.
Nhưng những nghệ sĩ không phải những khách hàng quen duy nhất ở Lapin Agile. Quán còn đón nhận cả những người chủ nghĩa vô chính phủ, và trên hết là những kẻ tội phạm đến từ khu vực chân đồi Montmartre và khu phố Goutte d'Or. Francis Carco, tới Lapin Agile vào khoảng mùa đông 1910–1911, nhớ lại: "Những cô gái nhỏ và những kẻ lang thang yêu thích thơ ca kết thân với những khách hàng bình thường và mời họ uống..." Các cuộc ẩu đả đã đôi khi xảy ra ở Lapin Agile và đỉnh điểm vào năm 1910, Victor, con trai của Frédéric Gérard, đã nhận một phát đạn vào đầu khi đang đứng sau quầy bar.

### Bức tranhEt le soleil s'endormit sur l'Adriatique

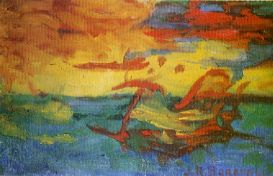
Bức tranh Et le soleil s'endormit sur l'Adriatique

Vào khoảng thời gian này, trong những khách hàng của Lapin Agile xuất hiện sự đối đầu giữa hai nhóm nghệ sĩ: các họa sĩ tiên phong bị gọi bằng cái tên mỉa mai "bọn Picasso" và nhóm truyền thống vây quanh Dorgelès. Vào năm 1910, nhóm các nghệ sĩ truyền thống thực hiện một trò đùa diễu cợt: mang họa phẩm Et le soleil s'endormit sur l'Adriatique của Joachim-Raphaël Boronali, một họa sĩ người Ý vô danh, tới Triển lãm Độc lập (Salon des Indépendants) cùng với lý thuyết về một trào lưu nghệ thuật mới: Excessivisme (tạm dịch: Chủ nghĩa cực đoan).
Thực tế, tác giả Et le soleil s'endormit sur l'Adriatique là Lolo, con lừa của Frédéric Gérard. Dorgelès, với sự giúp đỡ của André Warnod và Jules Depaquit, đã buộc vào đuôi con lừa một cây cọ vẽ. Roland Dorgelès có tiết lộ với tờ Fantasio: "Để cho bọn ngốc, bọn bất tài, bọn kiêu căng chiếm đầy triển lãm này thấy tác phẩm của một con lừa, những nét vẽ của cái đuôi, không phải không có chỗ đứng giữa những tác phẩm của họ".
Trò đùa đã thành công. Bức tranh trở thành đề tài của những bình luận hơi trái ngược và bán được giá cao. Nhưng André Salmon, người đồng thời là bạn của cả Dorgelès và Picasso, đã chỉ ra trong Souvenirs sans fin (1955) rằng ý định của Dorgelès không thực sự thành công. Tuy bức tranh được chấp nhận ở Salon des Indépendants, nhưng điều này không có ý nghĩa. Không có một hội đồng nào đứng ra lựa chọn và tất cả các họa phẩm gửi đến đều được đồng ý.

## Sau Chiến tranh thế giới thứ nhất
Khi Chiến tranh thế giới thứ nhất nổ ra, Lapin Agile bắt đầu vắng vẻ. Phần lớn khách hàng quen thuộc tham gia chiến tranh và nhiều người không còn quay trở lại. Sau cuộc chiến, Lapin Agile không còn giữ được vai trò điểm gặp gỡ của giới nghệ sĩ. Mặc dù vậy, hàng năm, vào ngày mở cửa Triển lãm Mùa thu (Salon d'Automne), các họa sĩ vẫn kết thúc buổi tối ở Lapin Agile.
Năm 1922, Aristide Bruant bán lại quán cho "Paulo", con trai Frédéric Gérard. Những đêm nhạc ở Lapin Agile được tổ chức, không còn mang tính ứng tác, ngẫu hứng như trước. Các ca sĩ do chủ quán chọn lựa và được trả thù lao. Tuy vậy trong số những nghệ sĩ biểu diễn và khách hàng của Lapin Agile vẫn có những người nổi tiếng, như Georges Simenon, Pierre Brasseur, Rina Ketty. Một số ngôi sao người Mỹ, như Rudolph Valentino, Vivien Leigh, hay Charlie Chaplin, cũng lui tới Lapin Agile khi họ ở Paris.

## Từ Chiến tranh thế giới thứ hai tới nay
Trong khoảng thời gian Paris bị quân đội Đức chiếm đóng, Lapin Agile chỉ hoạt động cầm chừng. Sau chiến tranh, tuy không còn như trước, nhưng Lapin Agile cũng lấy lại được phần nào vị trí nơi gặp gỡ của các nghệ sĩ. Năm 1947, tay ghi-ta Alexandre Lagoya làm quen với Léo Ferré tại Lapin Agile. Năm 1955, cũng ở đây, Claude Nougaro bắt đầu tìm được những thành công đầu tiên, ban đầu như một nhà thơ rồi sau đó với vai trò ca sĩ. Vào năm 1972, Paulo Gérard nhường quyền quản lý Lapin Agile cho người con rể là Yves Mathieu.
Ngày nay, Yves Mathieu vẫn là chủ sở hữu của quán và tiếp tục tổ chức các buổi trình diễn vào mỗi buổi tối. Lapin Agile được công nhận di tích lịch sử và trở thành một điểm thu hút du khách của đồi Montmatre.